# KBO League
A KBO League (em coreano: KBO리그; português: Liga da KBO), originalmente chamada de Campeonato Coreano de Beisebol(coreano: 한국야구선수권대회; romanizado: Hanguk Yagu Seonsukkwon Daehoe), é a liga de beisebol de mais alto nível na Coreia do Sul, uma das duas mais importantes do continente asiático, ao lado da Nippon Professional Baseball(Japão). Ela foi fundada com seis franquias em 1982 e expandida ao decorrer do tempo para as atuais dez. Nove das dez franquias foram renomeadas depois que companhias ou conglomerados empresariais se tornaram seus donos, enquanto que a restante vendeu seu "naming rights"(quando uma equipe insere um nome comercial dentro do seu). A Liga da KBO é a liga esportiva mais popular da Coreia do Sul. A equipe do Kia Tigers é a de maior sucesso, vencendo 11 de 38 edições(lá, os times são primeiramente conhecidos pelo nome do grupo que o financia, ocacionalmente pelo seu apelido, mas nunca pela cidade onde está sediado).

## História
A primeira partida oficial da liga foi disputada em 27 de Março de 1982 entre as equipes do Samsung Lions e o LG Twins(à época como MBC Chungyong) do Estádio de Beisebol Dongdaemun, em Seoul. O até então presidente nacional Chun Doo-hwan teve a honra de dar o primeiro arremesso da competição. As franquias da temporada inaugural foram:
- Haitai Tigers(Gwangju)
- Lotte Giants(Busan)
- MBC Chungyong(Seoul)
- OB Bears(Daejeon)
- Sammi Superstars(Incheon)
- Samsung Lions(Daegu)

Ao contrário de outros países com sistema esportivo de franquias, na Coreia do Sul geralmente os times carregam o nome dos seus financiadores e não das cidades onde estes estão sediados, por isso, por exemplo, ao invés de ter a equipe Daegu Lions, temos o Samsung Lions(que pertence à Samsung). Por via de regra, todos os times devem ser chamados por este financiador ou pelo apelido, mas jamais apenas pelo nome da cidade. 
A primeira Série Coreana(série de partidas que corresponde à final da competição) foi disputada entre as equipes do OB Bears e do Samsung Lions, com os Bears vencendo o campeonato ganhando a série por 4 vitórias, 1 empate e uma derrota.

## Comparação com aMajor League Baseball
Em comparação com a maior liga de beisebol do mundo, a MLB dos Estados Unidos, membros do canal esportivo ESPN comentaram que o nível de jogo da Liga da KBO é "algo que está entre A-Duplo e A-Tripo, em média, muito embora seus melhores jogadores estejam em nível de MLB do que tipicamente um de A-Duplo"(A-tripo é o mais próximo do nível de jogo e de jogadores da MLB).

## Estrutura da Liga
A Liga da KBO é dividida em três etapas, como está detalhado a seguir:

### Temporada Regular
Ao contrário de outras ligas importantes do beisebol mundial, a Liga da KBO não é dividida em sub-ligas ou conferências, sua temporada regular é disputada em grupo único com todos os seus integrantes jogando entre si. Partindo de 2015, com o ingresso do KT Wiz, cada time passou a jogar 144 jogos na temporada regular(antes eram 128), com cada time jogando 16 partidas com cada um dos nove adversários da competição. Em geral, os times jogam seis partidas na semana, deixando de jogar nas segundas-feiras. 

### Jogo das Estrelas
Em toda temporada, no meio de Julho, os melhores jogadores disputam o Jogo das Estrelas da KBO. Os times participantes são divididos em duas equipes: Os "Dream All-Stars" (Doosan, KT, Lotte, Samsung, e SK) e os"Nanum All-Stars" (Kia, Hanwha, LG, NC e Kiwoom). O jogo das estrelas determina o local de disputa da Série Coerana. 

### Pós-Temporada
Atualmente, a fase final do torneio é chamada de "Pós-temporada" e os cinco melhores times se qualificam para a pós-temporada levando-se em conta seu número de vitórias e derrotas. As equipes consideradas "piores"(5º e 4º colocados) se enfrentam num sistema eliminatório, onde os vencedores enfrentam o próximo time melhor qualificado(por exemplo: o vencedor da série entre 5º e 4º enfrentará o 3º colocado da temporada regular), até chegar à Série Coreanas contra o time melhor colocado na temporada regular. Explicando melhor:
- KBO Wild Card: Quinto Colocado x Quarto Colocado, o Quarto colocado começa a série com 1x0 e avança se vencer ou empatar, enquanto o Quinto colocado tem que vencer duas vezes para prosseguir;
- KBO Semifinais: Vencedor do Wild Card x Terceiro Colocado, melhor de cinco jogos;
- KBO Playoffs: Vencedor das Semifinais x Segundo colocado, melhor de cinco jogos;
- KBO Série Coreana: Vencedor dos Playoffs x Melhor colocado, melhor de sete jogos.

## Times
Notes
1. ↑  A KBO implementou uma liga dupla em 1999-2000. As ligas se chamavam  Dream League e Magic League.

## Série Coreana - Campeões
| Ano  | Campeão          | Vice             |
| ---- | ---------------- | ---------------- |
| 1982 | OB Bears         | Samsung Lions    |
| 1983 | Haitai Tigers    | MBC Chungyong    |
| 1984 | Lotte Giants     | Samsung Lions    |
| 1985 | Samsung Lions    | Lotte Giants     |
| 1986 | Haitai Tigers    | Samsung Lions    |
| 1987 | Haitai Tigers    | Samsung Lions    |
| 1988 | Haitai Tigers    | Binggrae Eagles  |
| 1989 | Haitai Tigers    | Binggrae Eagles  |
| 1990 | LG Twins         | Samsung Lions    |
| 1991 | Haitai Tigers    | Binggrae Eagles  |
| 1992 | Lotte Giants     | Binggrae Eagles  |
| 1993 | Haitai Tigers    | Samsung Lions    |
| 1994 | LG Twins         | Pacific Dolphins |
| 1995 | OB Bears         | Lotte Giants     |
| 1996 | Haitai Tigers    | Hyundai Unicorns |
| 1997 | Haitai Tigers    | LG Twins         |
| 1998 | Hyundai Unicorns | LG Twins         |
| 1999 | Hanwha Eagles    | Lotte Giants     |
| 2000 | Hyundai Unicorns | Doosan Bears     |
| 2001 | Doosan Bears     | Samsung Lions    |
| 2002 | Samsung Lions    | LG Twins         |
| 2003 | Hyundai Unicorns | SK Wyverns       |
| 2004 | Hyundai Unicorns | Samsung Lions    |
| 2005 | Samsung Lions    | Doosan Bears     |
| 2006 | Samsung Lions    | Hanwha Eagles    |
| 2007 | SK Wyverns       | Doosan Bears     |
| 2008 | SK Wyverns       | Doosan Bears     |
| 2009 | Kia Tigers       | SK Wyverns       |
| 2010 | SK Wyverns       | Samsung Lions    |
| 2011 | Samsung Lions    | SK Wyverns       |
| 2012 | Samsung Lions    | SK Wyverns       |
| 2013 | Samsung Lions    | Doosan Bears     |
| 2014 | Samsung Lions    | Nexen Heroes     |
| 2015 | Doosan Bears     | Samsung Lions    |
| 2016 | Doosan Bears     | NC Dinos         |
| 2017 | Kia Tigers       | Doosan Bears     |
| 2018 | SK Wyverns       | Doosan Bears     |
| 2019 | Doosan Bears     | Kiwoom Heroes    |

### Por Time
| Time                | Campeão | Vice |
| ------------------- | ------- | ---- |
| Kia Tigers          | 11      | 00   |
| Samsung Lions       | 08      | 10   |
| Doosan Bears        | 06      | 07   |
| SK Wyverns          | 04      | 04   |
| Hyundai Unicorns(D) | 04      | 02   |
| LG Twins            | 02      | 04   |
| Lotte Giants        | 02      | 03   |
| Hanwha Eagles       | 01      | 05   |
| Kiwoom Heroes       | 00      | 02   |
| NC Dinos            | 00      | 01   |
| KT Wiz              | 00      | 00   |

- D - Desativado